# Ходоровка (Ленинский сельсовет)
Хо́доровка (бел. Ходараўка) — деревня в Горецком районе Могилевской области Республики Беларусь. Входит в состав Ленинского сельсовета.
В 1925-1927 годах центр Ходоровского сельсовета. До 7 сентября 2000 года деревня входила в состав Горского сельсовета. В 2000-2013 годах центр Ходоровского сельсовета.

## Население
- 1999 год — 477 человек
- 2010 год — 307 человек

## Известные уроженцы, жители
Анатолий Иванович Стеликов — председатель Калужского облисполкома Совета народных депутатов в 1989—1991 годах. Почётный гражданин Калужской области (2012).